# Time Spiral
Time Spiral – dodatek do kolekcjonerskiej gry karcianej Magic: the Gathering. Rozpoczyna on blok trzech dodatków pod tą samą nazwą: Time Spiral. Pozostałe części bloku to: Planar Chaos oraz Future Sight
W dodatku tym znajduje się wyodrębniony zestaw kart 'Timeshifted' w którym przedrukowano karty ze starszych edycji. Wszystkie karty z dodatku Timeshifted wyróżniają się purpurowym znakiem edycji.
W dodatku tym wprowadzone zostały nowe zdolności oraz nowe nazwy dla starych umiejętności:
- Flash
- Suspend
- Split Second

Zdolności kart, które zostały wykorzystane we wcześniejszych dodatkach:
- Flanking
- Buyback
- Echo
- Flashback
- Madness
- Morph
- Shadow
- Storm